# Mikrofonbasis
Als Mikrofonbasis wird der Abstand zweier Mikrofone zueinander bei einem Stereo-Mikrofonsystem bezeichnet. Genau ist damit der Abstand der Mikrofonkapseln zueinander zu verstehen. Dieser Abstand ist für Signallaufzeitunterschiede bei Stereoaufnahmen nach der Laufzeitstereofonie und der Äquivalenzstereofonie maßgeblich.
Die Mikrofonbasis darf nicht mit dem Abstand des Mikrofons oder der Mikrofone als „Mikrofonabstand“ zur Schallquelle bzw. dem Klangkörper verwechselt werden.
Weiterhin ist die Mikrofonbasis für den üblicherweise als Gesamtwinkel angegebenen Aufnahmebereich entscheidend. Dabei gilt: Je größer die Mikrofonbasis, desto kleiner der Winkel des Aufnahmebereiches.